# Instytut Problemów Współczesnej Cywilizacji im. Marka Dietricha
Instytut Problemów Współczesnej Cywilizacji (IPWC) jest jednostką międzyuczelnianą, powstałą w 1996 r. z inicjatywy prof. Marka Dietricha., który kierował Instytutem do roku 2009. 
W latach 2009–2020 dyrektorem IPWC był prof. Tomasz Borecki. Od roku 2020 Instytutem kieruje prof. Józef Lubacz. 

## Uczelnie partnerskie
- Politechnika Warszawska
- SWPS Uniwersytet Humanistycznospołeczny
- Szkoła Główna Gospodarstwa Wiejskiego w Warszawie
- Uniwersytet Warszawski
- Warszawski Uniwersytet Medyczny

## Działalność
Instytut prowadzi studia nad społecznym rozumieniem problemów współczesnej cywilizacji, prognozuje wpływ rozwoju nauki i techniki na przyszły kształt społeczeństwa, podejmuje działania na rzecz integracji społeczności akademickiej.
Najważniejszymi obszarami aktywności IPWC są publikacje monografii (do 2021 roku wydano ich 77), organizacja konferencji oraz działalność dydaktyczna realizowana poprzez cykle wykładów dla studentów i doktorantów warszawskich uczelni.

## Rada IPWC
- prof. Tomasz Borecki
- prof. Andrzej Eliasz
- prof. Marek Krawczyk
- prof. Józef Lubacz (przewodniczący)
- prof. Zbigniew Marciniak
- prof. Tomasz Szapiro
- prof. Jan Szmidt